# Dacia Aureliana

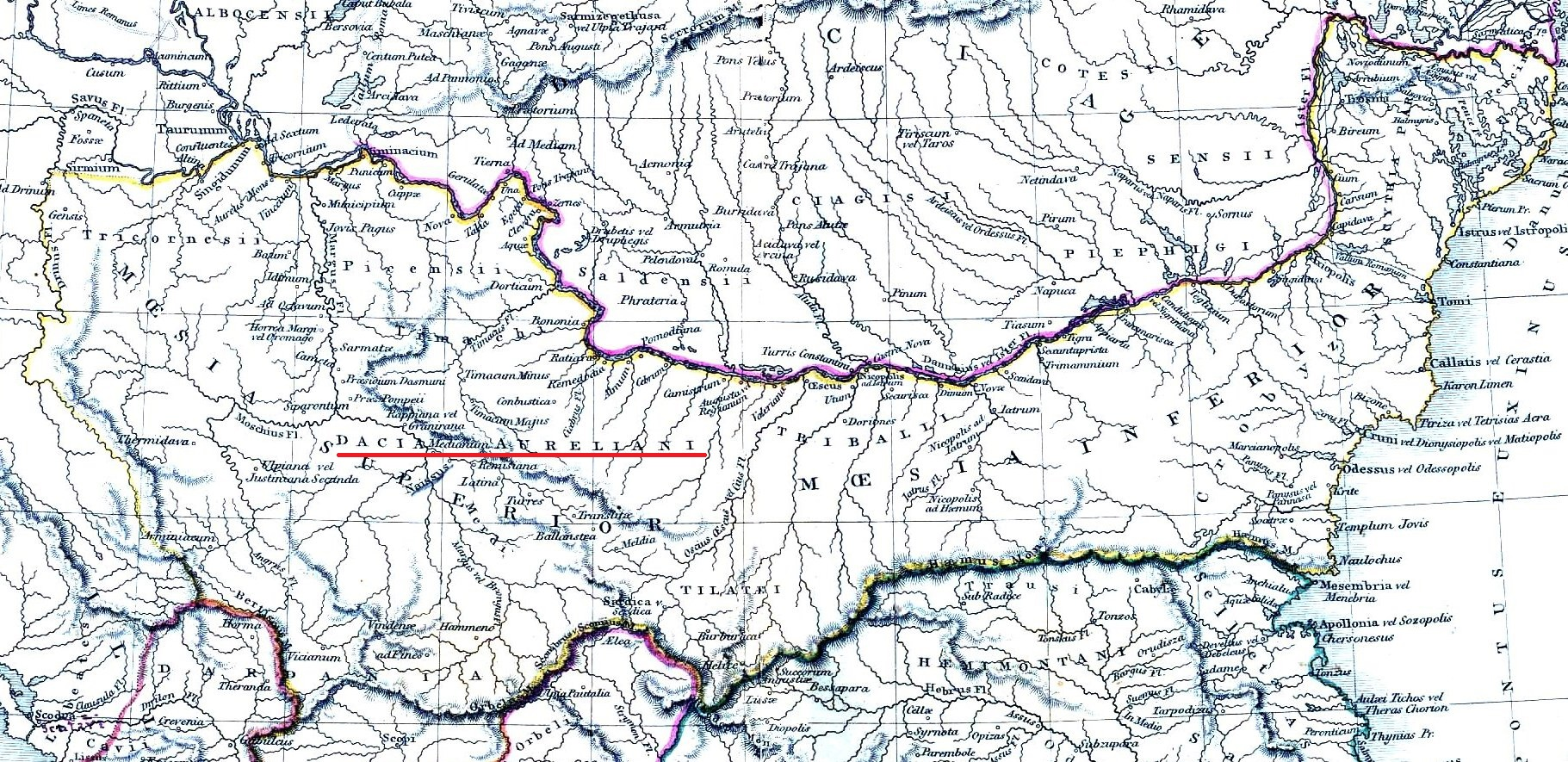
Dacia Aureliana (Aurellani) na tle Mezji

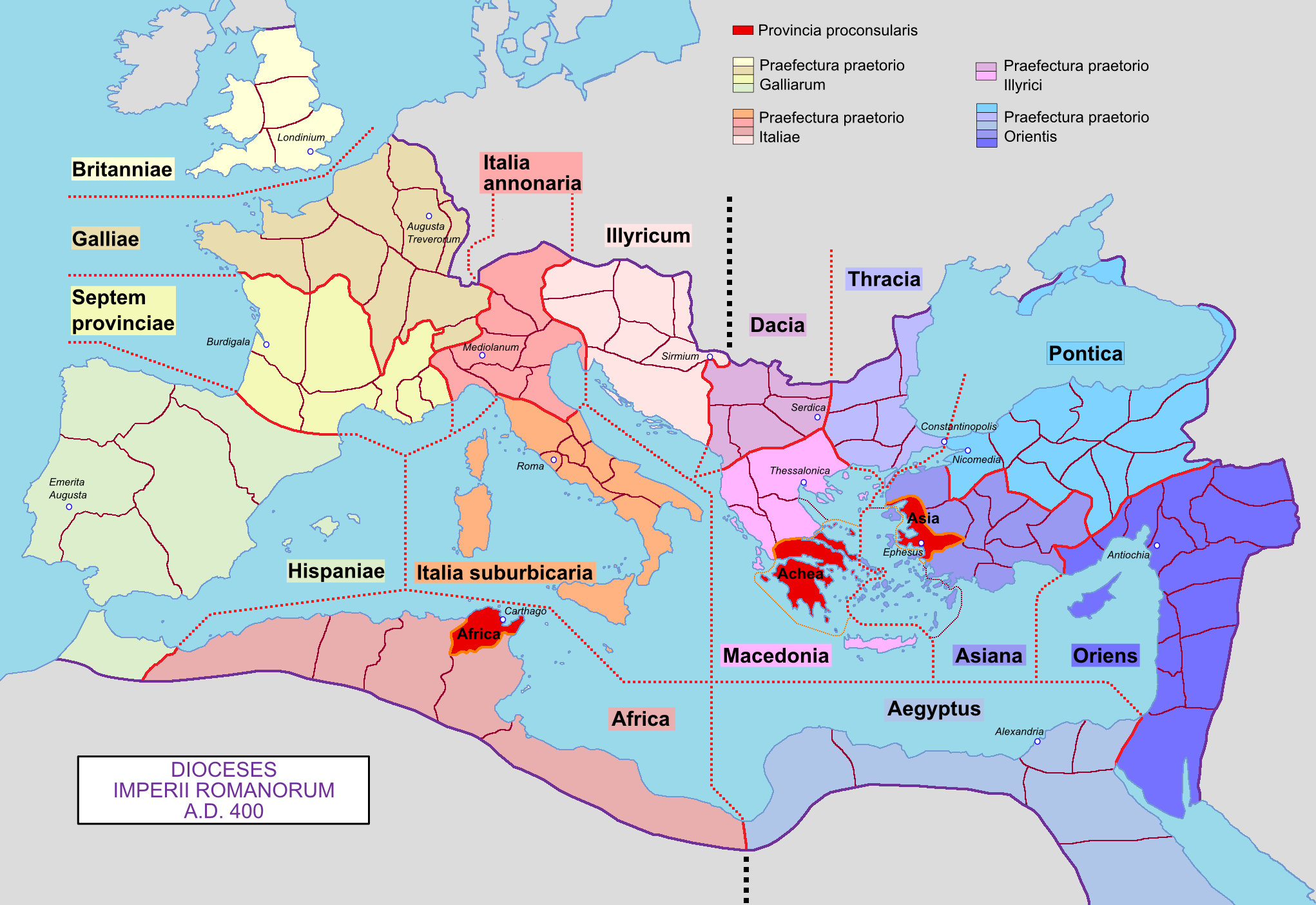
Nowa Dacja jako prowincja rzymska w okresie po podziale na Dacia Mediterranea i Dacia Ripensis na mapie prefektur, diecezji i prowincji rzymskich w roku 400 n.e.

VI wiek - prowincje Dacia Ripensis i Dacia Mediterranea w VI wieku n.e.

Tereny byłej Dacia Aureliana - jak tem Bułgaria po odzyskaniu przez Cesarstwo w 1045 roku

Dacia Aureliana – prowincja – jednostka administracyjna w ramach Cesarstwa Rzymskiego.
Została założona w ok. 271-275 roku. Oddzieliła ona Mezję Górną od Mezji Dolnej. Zajmowała większość terytorium leżącego obecnie w północno-zachodniej Bułgarii i wschodniej Serbii, po południowej stronie rzeki Dunaj.
Stolicą prowincji została Serdica (współcześnie bułgarska stolica Sofia).

## Utworzenie prowincji
Prowincja została utworzona przez cesarza Aureliana na terytorium Mezji po ewakuacji wojska z prowincji Dacia Traiana, w ostatnim okresie władzy cesarza, po zwycięstwach nad Gotami i Karpami. Aurelian podjął wówczas (kontrowersyjną) decyzję o wycofaniu się z terenów Dacji i ustaleniu granicy Cesarstwa na Dunaju. 
Wraz z wycofaniem armii przeprowadzono wówczas część ludności rzymskiej na południe, na przeciwną stronę Dunaju, co dało początek prowincji. Uformowana została ona w wyniku osadnictwa z północy między 271/275 i 285 rokiem.

## Podział prownicji
Ok. 293 roku Cesarz Dioklecjan w ramach reformy administracji zastąpił prowincję Dacia Aureliana dwiema nowymi prowincjami: 
- Dacia Ripensis (Dacja Nadbrzeżna) – wzdłuż południowego brzegu Dunaju. Ważne ośrodki osadnicze to Ratiaria (obecnie Arczar, rejon Dimowa w Bułgarii) – stolica prowincji, jak również Bononia (obecnie Widyń).
- Dacia Mediterranea (śródziemna) – na południe od Dacii Ripensis, do granic prowincji Macedonia. Stolicę prowincji ustanowiono w Serdice (Sofii), znaczącym ośrodkiem była również Pautalia (obecnie Kiustendił w Bułgarii).

Dacia Mediterranea wkrótce została powiększona o terytoria podporządkowane wcześniej sąsiadującej (od południowego zachodu) prowincji Dardania, w tym miasta Nisz (Naissus) i Bela Palanka (Remesiana), będące potem biskupstwami tytularnymi Kościoła katolickiego. 

## Podporządkowanie administracyjne
Prowincje nowej Dacji znalazły się w granicach diecezji Mezja (łac. Diocesis Moesiarum), utworzonej w ramach prefektury Ilirii (Praefectrura praetorio Illyrici). W skład diecezji weszły również: Achaja, Dardania, Epirus nova, Epirus vetus, Kreta, Macedonia,  Moesia Superior, Praevalitana, Tesalia..
Później dwie Dacias wraz z prowincjami Dardania, Mezja Prima i Praevalitana stanowiły część diecezji Dacji (Dioecesis Daciae).
Prowincje stanowiły terytorium penetracji ze strony Gotów, a następnie licznych plemion w trakcie wielkiej wędrówki ludów. W efekcie były okresowo tracone i odzyskiwane przez Cesarstwo wschodniorzymskie (Bizantyńskie). Po roku 440 prowincje zostały złupione w czasie najazdu Hunów, następnie pod władaniem Awarów, wkrótce pod wpływami napływających Słowian i Protobułgarów.
W początkach XI wieku ziemie byłych Dacias weszły w skład temu (stgr. θέμα) Bułgaria, podporządkowanego ponownie Bizancjum. Utracone przez cesarstwo ostatecznie w II połowie wieku XII.